# Creme Puff
Creme Puff (Austin, 3 de agosto de 1967 — Austin, 6 de agosto de 2005) foi uma gata doméstica, tendo como propriedade de Jake Perry. Ela é registrada como a gata mais velha de todos os tempos, segundo a Guinness World Records (2010), morrendo com 38 anos e 3 dias.
Perry tinha outro gato, Grandpa Rex Allen, o qual ele disse ter nascido em 1964 na cidade de Paris, no Texas; e com sua morte aos 34 anos e dois meses em 1998. Allen recebeu uma homenagem póstuma em 1999 como "Gato do Ano" pela revista Cats & Kittens, sendo destaque em uma versão anterior da Guinness World Records como o (então) gato mais velho de todos os tempos.

## Estilo de vida
Creme Puff se alimentava com comida de gato seca acrescentada com brócolis, ovos, bacon de peru e café com creme de leite; segundo Jake Perry, seu dono, esta dieta foi considerada essencial para sua longevidade. A cada dois dias, Puff recebia "um conta-gotas cheio de vinho tinto", que Perry dizia que fazia "[circular] as artérias".
Perry também manteve Creme Puff dentro de sua casa, transformando sua garagem em um cinema onde exibia documentários sobre natureza para seus gatos. Escadas de madeira foram construídos nas paredes da casa de Perry para os gatos subirem, além de um recinto no quintal criado para seus animais de estimação (incluindo Creme Puff), com o objetivo deles aproveitarem ao ar livre.